# Hotelul Danubius și Băile Medicinale Gellért

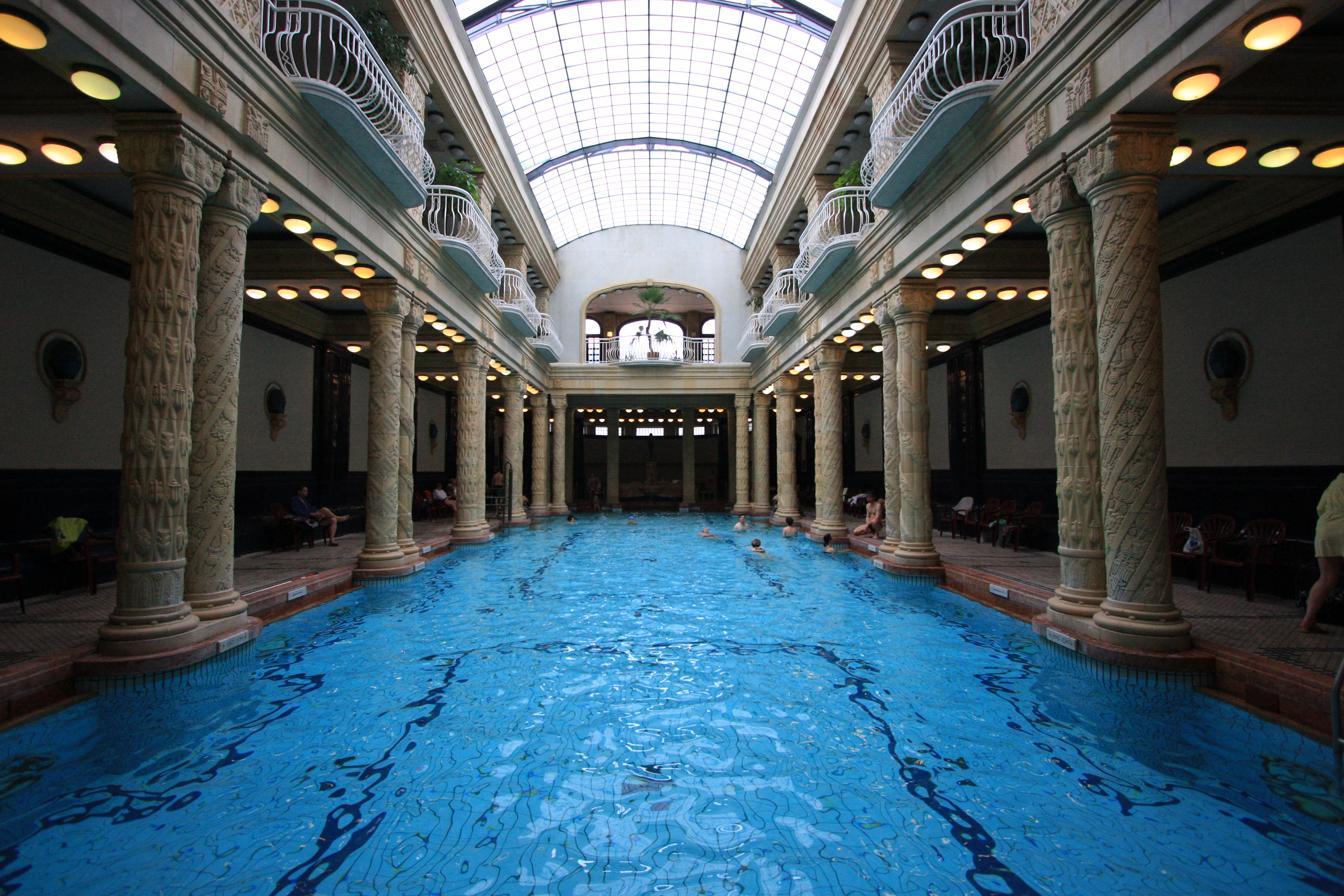
Bazinul de înot al băilor Gellért

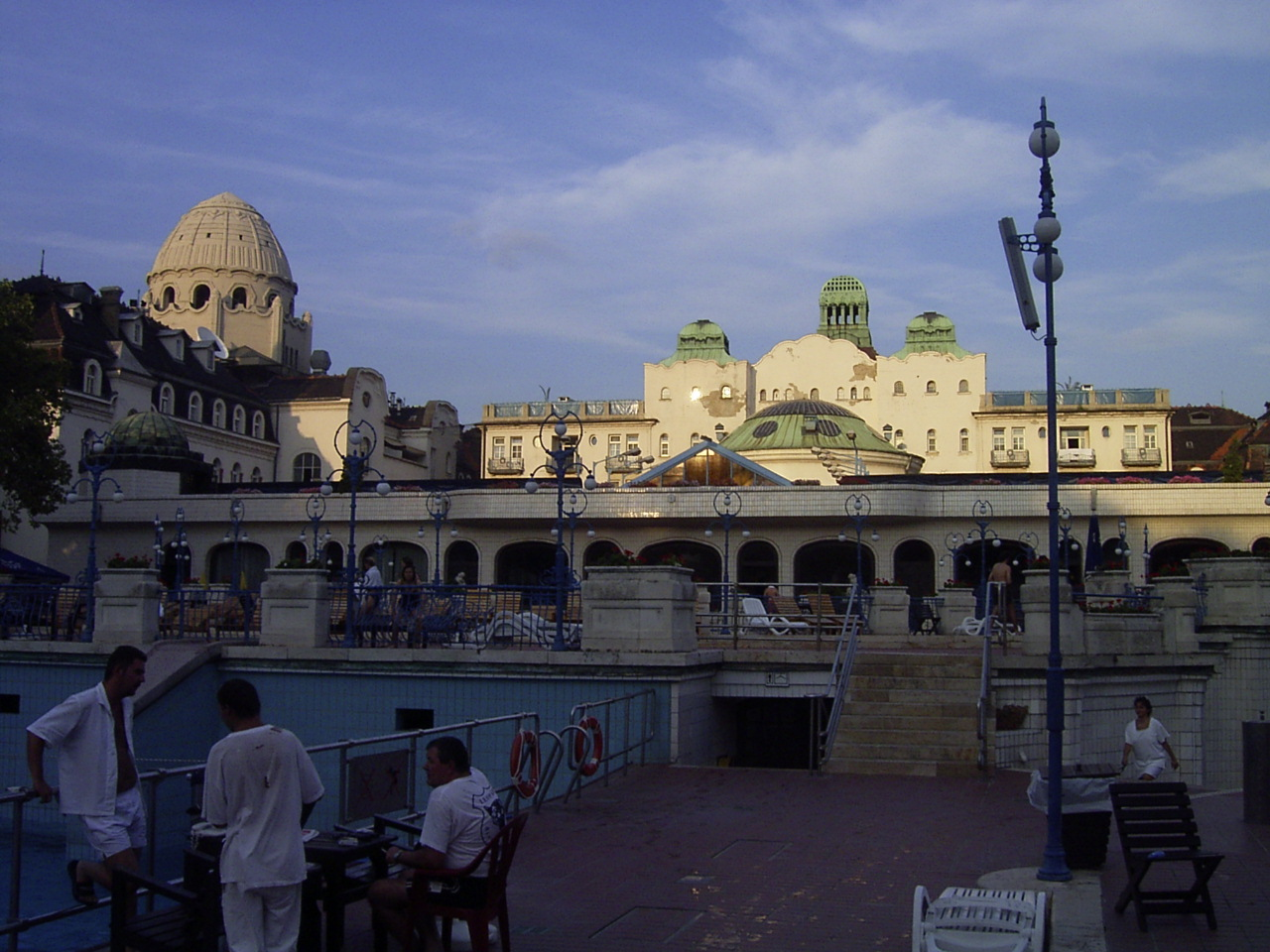
Bazinele exterioare ale băilor

Hotelul Danubius și Băile Medicinale Gellért este un complex balnear medicinal din Budapesta. Este una din cele mai cunoscute băi de acest tip din Europa. Realizat între anii 1912–1918, în stil Art Nouveau, este una din cele mai reprezentative edificii de acest stil din Ungaria. Complexul, format dintr-un hotel și băile propriu-zise, se află localizați în sectorul XI. al Budapestei (Újbuda), la adresa Piața Gellért (Piața Gerard) nr 1., la sud de piciorul sud-estic al dealului Gellért. Băile sunt alimentate din surse de apă termală și minerale, în parte naturale, în parte rezultate din forări la mare adâncime care izvorăsc sub piață și sub dealul Gellért.

## Istoric

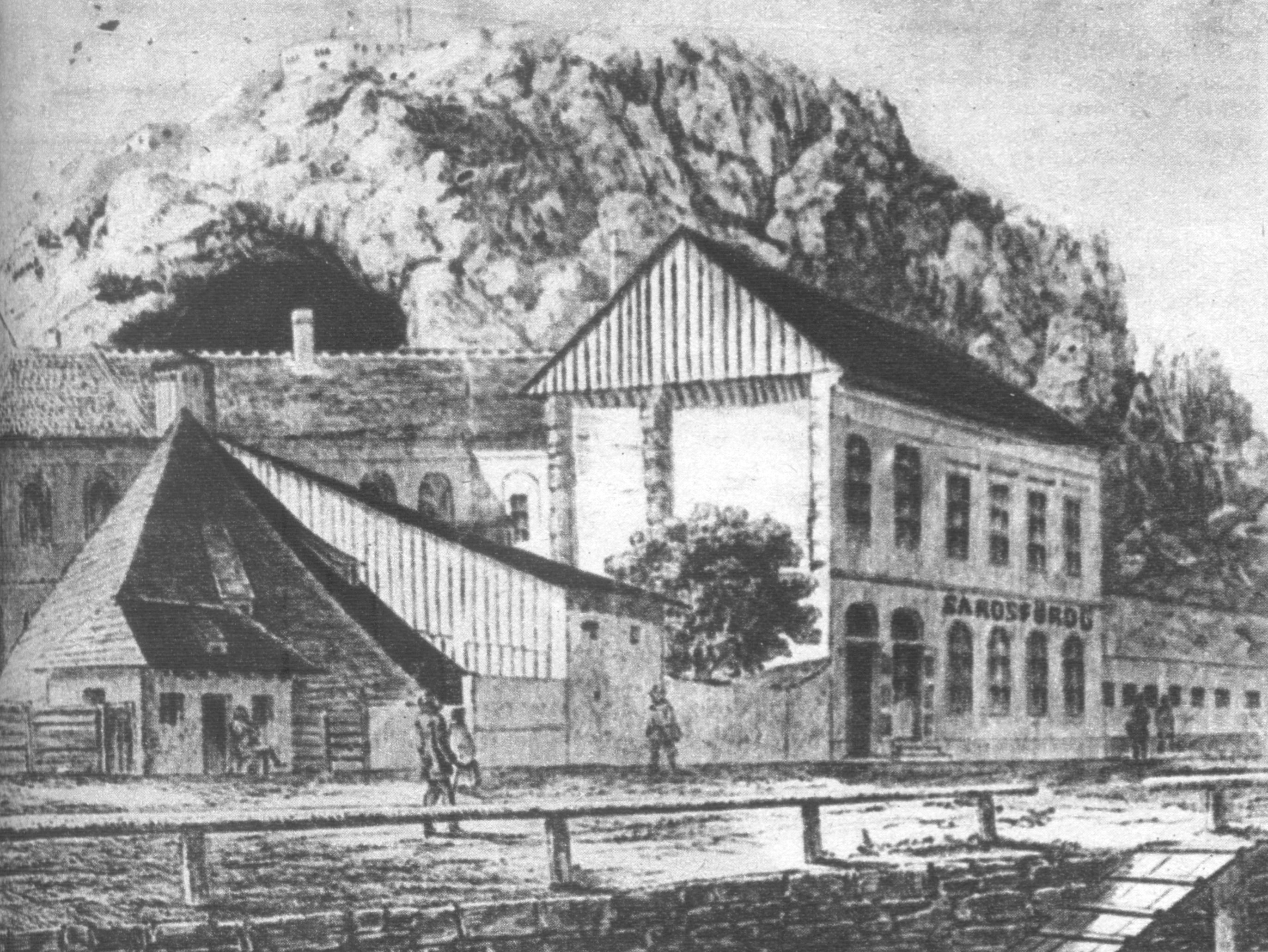
Fostele Băi Noroioase (Sárosfürdő)

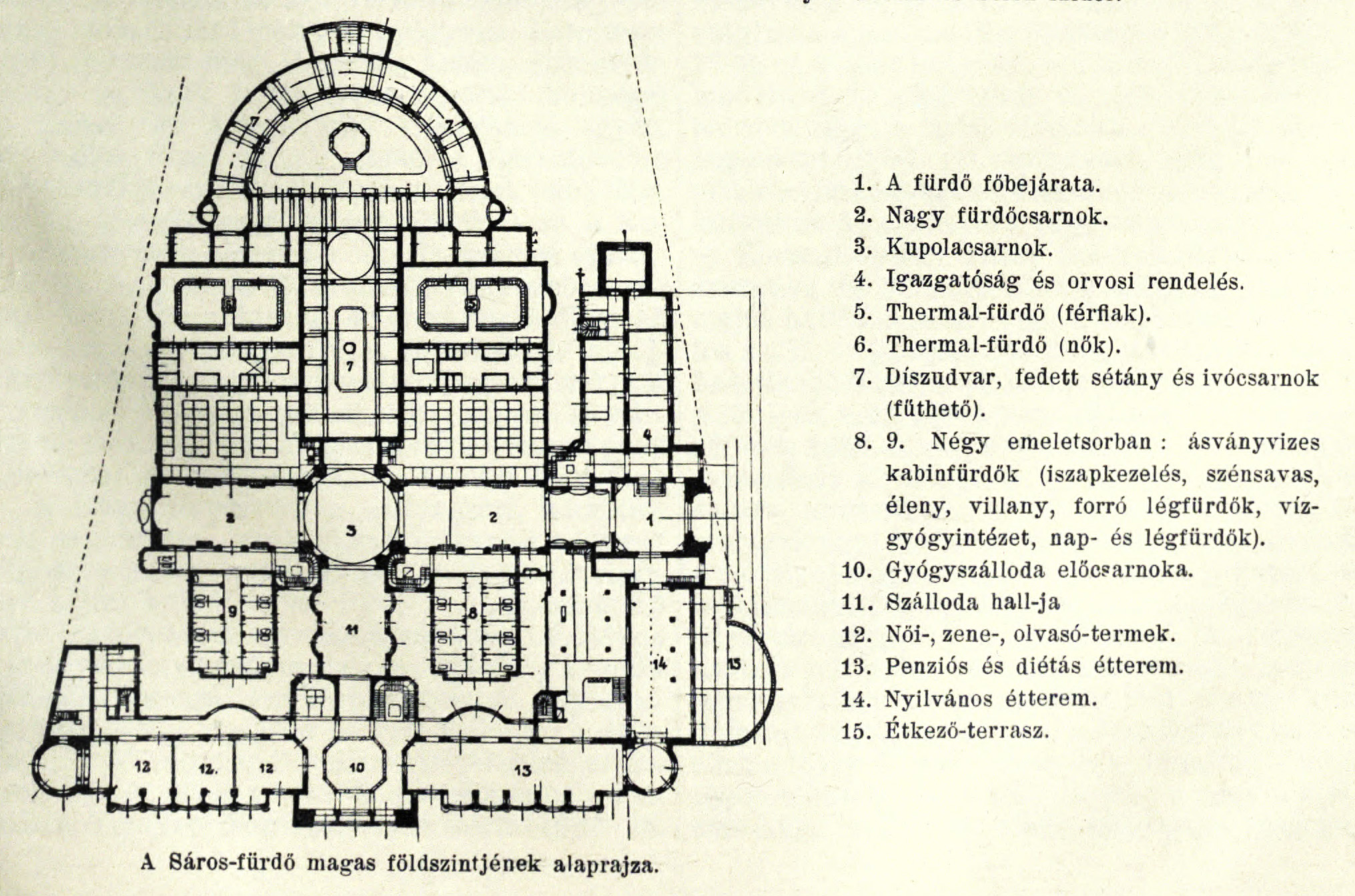
Planul Băilor Gellért, ilustrație în Révai Nagylexikona

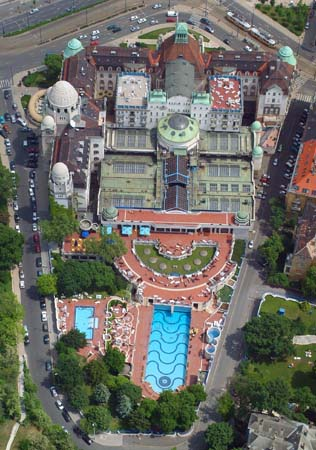
Vederea aeriană a hotelului și băilor